# La Tragédie algérienne
La Tragédie algérienne est un ouvrage de l'intellectuel français Raymond Aron paru en juin 1957 aux éditions Plon dans la collection « Tribune libre », lancée à cette occasion. Il s'agit d'un court pamphlet politique reprenant deux textes où Aron, actant l'échec du gouvernement français à résoudre la guerre civile qui a éclaté fin 1954, soutient l'indépendance de l'Algérie.
Ce point de vue, original en 1957 pour un homme de droite, vaut à Aron d'être largement critiqué par sa famille politique, qui l'accuse de défaitisme. Des personnalités de gauche favorables à l'Algérie française le critiquent également, tel Jacques Soustelle qui lui répond peu après dans la même collection.
Si La Tragédie algérienne n'a pas de conséquence directe sur le plan politique, elle contribue à installer la question algérienne au premier plan du débat intellectuel de l'époque.

## Contexte d’écriture et de publication

### Laguerre d'Algérie, un conflit colonial
En 1957, l'Algérie était française depuis plus de 125 ans — la conquête avait débuté en 1830. L'Algérie française avait la particularité d'être une des rares colonies de peuplement de l'empire colonial français ; au début des années 1950, un huitième de la population était ainsi issue de l'immigration française. Ces Français d'Algérie (auxquels les Juifs algériens et les nombreux Européens étrangers avaient été assimilés) disposaient de droits politiques étendus auxquels n'avaient pas accès la majorité musulmane de la population. Au fil des années, différents projets visant à rapprocher la situation légales des deux populations avaient échoué, entérinant une ségrégation qui devenait insupportable pour de nombreux Algériens musulmans.
Le 1er novembre 1954, le Front de Libération Nationale, une jeune organisation indépendantiste, déclenche une série d'attentat (la Toussaint Rouge) qui marque le début de la guerre d'indépendance. Le gouvernement Mendès France, qui venait de résoudre la guerre d'Indochine en accordant l'indépendance aux différentes composantes de l'Indochine, et avait entamé le processus d'autonomisation de la Tunisie et du Maroc, ne désire pas accéder à cette revendication d'indépendance.
Le 16 mars 1955, le gouvernement Faure obtient très largement par vote des pouvoirs spéciaux pour officiellement rétablir l'ordre en Algérie ; la lutte armée contre le FLN est associée à des propositions de mesures pour apaiser les tensions entre les communautés (création de nouveaux départements, dissolution de l'assemblée algérienne, accès pour les musulmans à la fonction publique, etc.). Ces propositions sont cependant rejetées par le FLN, qui les juge toujours ségrégatives. En 1956, le Maroc et la Tunisie accèdent à l'indépendance tandis que le conflit algérien s'enlise et que de plus en plus d'appelés du contingent sont envoyés y combattre.

### Une presse française orientée et peu engagée sur la question algérienne avant 1956
La presse française a clairement joué l'un des rôles les plus ambigus dans ce conflit au même titre que la caste politique. Voire que certains d'entre eux étaient les relais des messages de l'État français. Par exemple l'Agence France-Presse s'occupe de désigner arbitrairement des coupables algériens et s'auto-censure sur la torture pratiquée dans la colonie. À l'origine, beaucoup de journaux voyaient dans ces événements conflictuels la marque du gouvernement égyptien sous Nasser et de la ligue arabe.
Pendant cette période, jamais le gouvernement n'emploie le mot guerre. Il est uniquement question d'un maintien de l'ordre. Ce lien particulier qui rattache la France à l'Algérie multiplie les polémiques. D'autant qu'un climat délétère se met en place. L'état français rétablit la censure en 1955, peu utilisée depuis le régime de Vichy. Ce sont les revues chrétiennes qui se sont les plus engagées dans ces idées de décolonisation.
Le journal les Temps Modernes publie un sondage IFOP auprès des Français pour connaitre leur avis sur la question de la colonisation et sa place dans la société. La question posée était la suivante : "à quelles idées et quelles choses êtes vous vraiment opposés ?" Le sondage se révèle sans appel. L'idée la plus combattue s'avère être la guerre à 13 %. Le colonialisme n'atteint que 7 % tandis que le racisme n'est rejeté que par 3 % des interrogés. Ces chiffres peuvent mettre en évidence que la pensée colonialiste dominait encore largement. Pour d'autres peuples colonisés par la France tels la Tunisie ou le Maroc il n'y a pas ou peu de réticences à leur accorder l'indépendance. Dans le cas de l'Algérie, la longue histoire commune avec la France et d'autres raisons ne rendaient pas cette réponse évidente.

### Une lente prise de conscience parmi les intellectuels français
Ce conflit entre la France et sa colonie provoque une fracture idéologique entre les penseurs de l'époque. Les historiens comme Pierre Vidal-Naquet ont rappelé que le clivage important résultait de leurs origines politiques et sociales très opposés.
Dans le journal Combat par exemple, Albert Camus est le premier à alerter sur la situation dégradante dans le pays après le massacre de Sétif : "L'Algérie de 1945 est plongée dans une crise économique et politique qu'elle a toujours connue, mais qui n'a jamais atteint ce degré d'acuité. "
Les intellectuels français ne s’intéressent que très tardivement aux « évènements » d’Algérie. La question algérienne se pose pourtant dès 1945 après la répression sanglante de Sétif et avec les revendications arabes qui suivent. Les consciences s’éveillent à partir des années 1955 et 1956 et encore plus après l’arrivée au pouvoir de De Gaulle en 1958. De grands quotidiens comme Le Monde ou L’Express offrent une tribune à ces intellectuels qui investissent le débat public. Cette forme d’expression, plus diffuse que les questionnements intellectuels au travers de pamphlets et d’essais, est tardive et traduit un manque d’intérêt envers la question algérienne parmi les intellectuels de l’époque. Le manifeste des 121, ou la Déclaration sur le droit à l’insoumission dans la guerre d’Algérie, signé par des intellectuels et des universitaires sous l’impulsion de Jean-Paul Sartre, ne date que de septembre 1960 alors que la guerre d’Algérie dure déjà depuis plusieurs années. 

### Les éditions Plon et la collection «Tribune libre»

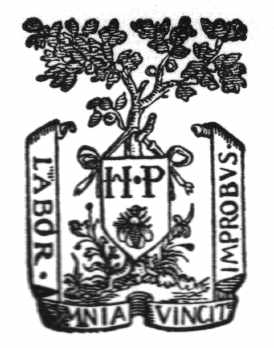
Marque historique des éditions Plon.

En 1957, Plon lance, sous l’impulsion de Charles Orengo, une nouvelle collection consacrée à l'actualité politique, « Tribune libre ». Plon vise à susciter le débat sur des questions d'actualités, en demandant à des intellectuels d'écrire de courts essais accessibles ; il s’agit de proposer une réflexion plus poussée que dans les journaux.
La collection est inaugurée en juin 1957 avec La Tragédie algérienne de Raymond Aron et Le Socialisme trahi d’André Philip, tirés à 4000 exemplaires. La collection suscitant l’intérêt des lecteurs, de nombreuses rééditions suivent : en octobre 1957, cent mille exemplaires ont été imprimés.

## Résumé de l’œuvre
L’ouvrage est composé de deux notes écrites à un an d'intervalle.
Dans la première, rédigée en avril 1956, Aron s’adresse à sa famille politique. Il tente de la convaincre de l’inévitable indépendance de l’Algérie. Il aborde les questions philosophiques, politiques, économiques et sociales qui englobent l’affaire algérienne. Il argumente ses propos en comparant la situation en Algérie à celle du Maroc, de la Tunisie ou encore de l’Indochine.
Dans la seconde, rédigée en mai 1957, Aron, plus virulent, critique la politique du gouvernement Mollet et l’échec de la pacification. Il s’interroge sur les choix possibles quant à l’avenir de l’Algérie et les solutions qui permettraient de sortir du conflit de manière honorable.

### Première partie

#### La situation en Algérie au printemps 1956
Aron met en évidence dans le premier chapitre la différence entre libéralisme et nationalisme, en s’appuyant sur la construction européenne du XIXe et du XXe siècle. Il explique que la révolte des peuples colonisés est avant tout une révolte contre la domination étrangère. Selon lui, ces peuples préféreraient l’indépendance dans un État tyrannique plutôt que la soumission à une puissance étrangère libérale. La priorité d’un État indépendant relègue les questions des droits individuels et de la forme du régime au second plan. Ces revendications se font en revanche toujours au nom des principes occidentaux. La répression de la révolte se traduit par la volonté d’imposer la civilisation, mais la question de la mauvaise conscience et de la mauvaise conduite est posée.
Dans le deuxième chapitre, Aron explique qu'il faut distinguer ses idées de ses intérêts. Il met en évidence le sacrifice de la puissance au profit des principes. La question de la conscience est présente. Il donne l’exemple de la Grande-Bretagne qui estime ne pas avoir perdu l’Inde car l’indépendance est accordée au terme de tractations. En revanche, la France s’enlise dans un conflit contre « le terrorisme », qui déboucherait sur un abandon humiliant de l’Algérie. Les partisans d’une indépendance des peuples marocain, tunisien et algérien ne sont pas et n’ont jamais été pour une indépendance brutale, qui pourrait entraîner le départ des Français installés dans les anciens territoires colonisés et nouvellement indépendants. Les ingénieurs, les professeurs, et les professions qui requièrent de hautes qualifications pourraient rester, tandis que les petites mains de l’administration et les cultivateurs seraient contraints de rentrer en France. Cette question du départ forcé des Français semble ajouter un surcroît d’humiliation à la perte des territoires, chose qui aurait pu être évitée si les revendications algériennes avaient été entendues dès 1946.
Il explique aussi qu’une administration composée en grande partie d’élites locales engendre une rupture moins brutale lors de l’indépendance. Il pose également la question de l’héritage laissé dans ces pays qui sont des « créations » françaises, avec l’ouverture sur le monde et aux influences américaines ou soviétiques. Il faut donc trouver un compromis entre une indépendance totale et brutale, et une indépendance conquise par les armes, après que la puissance étrangère ait refusé d’accéder aux requêtes des peuples colonisés. Pour Aron, le problème est de trouver ce juste milieu. Il estime qu’en ouvrant des pourparlers avec les indépendantistes le gouvernement français aurait fait le jeu des nationalistes, leur offrant le soutien de la population algérienne, ce qui aurait été synonyme de défaite.

#### Les problématiques liées à l'intervention militaire
Aron soulève dans le troisième chapitre un problème qui unit tous les observateurs, le manque d’interlocuteurs valables en Algérie. Les indépendantistes ne sont pas unis, il y a plusieurs chefs, plusieurs partis. Les membres du FLN sont plus intransigeants que les interlocuteurs avec lesquels les discussions ont eu lieu lors des négociations d’indépendance du Maroc et de la Tunisie. La supposition que le FLN prenne le pouvoir en Algérie soulève des inquiétudes quant au régime qu’ils mettraient en place et à son idéologie.
L’interruption des échanges entre les anciennes colonies ou protectorats et la métropole toucherait certains secteurs de l’industrie comme le textile, mais cela permettrait d’économiser les plusieurs centaines de milliards de francs qui sont investis dans un marché protégé, qui pousserait à la paresse et qui coûterait au final plus cher qu’il ne rapporte. Pour lui, les arguments utilisés par les défenseurs de la colonisation, que sont la hausse du chômage en métropole et le rapatriement trop coûteux des Français d’Algérie sont des aberrations. La guerre qui coûte 200 à 300 milliards par an, coûte aussi cher que les investissements dans une Algérie française. Ces sommes pourraient être investis en métropole à meilleur escient. Aron fait de la guerre d’Algérie une charge économique. Et les investissements ne cesseront d’augmenter si elle reste française, du fait de l’industrialisation et de l’augmentation rapide de la population. Il estime qu’il est préférable de laisser cette tâche aux Américains.
L’objectif de l’intervention militaire, pour la gauche, est de créer les conditions nécessaires à des élections libres en Algérie, sans se poser la question des conséquences de celles-ci. Pour la droite, il est impensable de donner l’indépendance après la victoire militaire. Mais Aron pose la question de la capacité de l’armée à créer de réelles conditions démocratiques pour l’avenir. Aron dresse ce constat, l’Algérie tend inévitablement vers son unité politique. L’intégration à la République n’est plus possible. Les différences religieuses et démographiques entre le France et l’Algérie sont trop nombreuses pour créer une communauté unique. Mais alors pourquoi se battre si on reconnaît que l’intégration n’est pas possible ? Pourquoi faire la guerre pour donner ensuite l’indépendance aux nationalistes que l’on a combattus ? La politique de pacification, qui pourrait durer plusieurs années, pose également le problème du soutien de l’opinion publique envers l’action du gouvernement. Mais il ne faut pas laisser tomber les Français d’Algérie, ni les musulmans qu’on laisserait aux mains d’une minorité islamique, violente et tyrannique. Le but de l’intervention pour Raymond Aron est d’empêcher l’humiliation d’une indépendance sans l’avis de la France et faire en sorte que les futurs dirigeants, choisis, gardent des relations avec l’Occident.

#### L'urgence de trouver une sortie de crise
Dans le quatrième chapitre, Aron explique qu'il est nécessaire pour sortir de la crise de trouver un compromis pacifique qui ne fasse pas le jeu des extrémistes. Il faut également éviter que les indépendantistes modérés ne rejoignent ces extrémistes islamistes. Aron rappelle que l’Algérie est une charge, et l’indépendance inévitable. Trouver des interlocuteurs est indispensable. La seule solution est le rapatriement des Français d’Algérie ou bien de maintenir une enclave française sur le territoire algérien que les indépendantistes ne pourraient prendre. On se bat en Algérie pour ne pas être déshonoré, pas pour empêcher les Algériens d’être indépendants.
Enfin, dans le cinquième chapitre, Aron montre le clivage sociétal autour du conflit. La division des Français sur la question algérienne semble inéluctable. La guerre d’Algérie menace la communauté française, mais aussi son économie. L’humiliation face à la « perte » de l’Algérie peut être dangereuse. Que ce soit la droite ou la gauche, tout comme chaque Français à sa propre politique, les choix qui se dressent face à la question algérienne basculent d’un extrême à l’autre. Si la France se bat, c’est pour à long terme accorder l’indépendance à l’Algérie, mais selon ses concepts, c’est sa mission civilisatrice, en choisissant ses interlocuteurs. Si la France faisait la guerre pour maintenir sa domination, les chances de victoire seraient nulles.

### Deuxième partie

#### Bilan d'une nouvelle année de guerre
Aron écrit ici un an après la première note alors que la politique de pacification est un échec et que la coexistence pacifique lui semble désormais impossible. Les interlocuteurs potentiels se sont ralliés au FLN, ou attendent que les choses passent.
Aron dresse un tableau de la situation en Algérie. Français et Algériens n’évoluent pas sur le même plan démographique et économique. L’intégration par les lois économiques et sociales est d’autant plus difficile qu’elle ne convient pas à tout le monde. La population algérienne musulmane ne va cesser de croître selon les estimations apportées par Aron, tandis que l’écart entre les niveaux de vie ne diminuerait pas. L’industrialisation de l’Algérie serait un échec, les investissements plus prolifiques en métropole. De même que l’industrialisation locale est paralysée par le marché protégé entre la colonie et la métropole. La guerre a apporté la haine entre les communautés, l’auteur pose alors la question de qui serait prêt à investir en Algérie le conflit terminé. Le flot de travailleurs algériens qui arrivent librement en France pose le problème de l’immigration massive qui pourrait survenir si les écarts de niveaux de vie subsistaient. Le système éducatif français transposé en Algérie est un échec, il ne correspond pas aux enfants algériens et augmente l’injustice et les inégalités.
Pour les partisans de l’Algérie française, abandonner l’Algérie c’est perdre de l’argent. Mais pour Aron, considérer qu’un territoire où la population est en constante augmentation et où des milliards sont investis chaque année est une aberration. Sauver les Algériens de la misère par l’envoi de l’armée n’est pas la bonne solution selon lui. Il répond à Étienne Borne qui lui reproche une sécheresse de corps typiquement conservatrice.
Il est impossible pour la France de tirer des richesses d’une région pauvre de sol tout en élevant le niveau de vie d’une population qui doublera en 30 ans. Pour autant, Aron croit en la mission de la France en Afrique qui est d’aider les pays en développement, mais cette mission va avec l’acceptation aux peuples colonisés du droit de se gouverner eux-mêmes.
Plus la guerre dure, plus la possibilité de cohabitation entre les deux communautés semble disparaître. La transformation est inévitable. Les Algériens auront besoin des ingénieurs français, quand les autres colons devront être rapatriés, faute de place dans la nouvelle société. La guerre ne favorise pas les modérés qui seraient enclins à négocier avec le gouvernement français, là encore la guerre fait le jeu des extrémistes. Pour lui l’indépendance soudaine du Maroc peut plonger le pays dans le chaos, mais il est insensé d’envoyer l’armée en Algérie après avoir abandonné le Maroc si soudainement. L’abandon des protectorats du Maroc et de la Tunisie au motif de sauver l’Algérie n’a pas de sens s’ils basculent dans le chaos et l’hostilité face à la France. La question du pétrole apparaît également. Plus la région est riche, plus il est indispensable de trouver un accord avec les indépendantistes pour préparer l’avenir et les futurs investissements, loin de la guerre.

#### Quelles solutions à long terme?
Aron distingue plusieurs possibilités : poursuivre la politique de pacification sans la changer, modifier ces méthodes, partage de l'Algérie, acceptation du principe d’un État algérien.
En cas de réussite de la pacification sous deux à trois ans on assisterait à la reconstruction d’une Algérie française et autonome, avec une administration calquée sur le modèle français. Mais un conflit long poserait le problème des relations avec le Tunisie et le Maroc. Les chefs des anciens protectorats oscillent entre maintien des relations avec la France, pour maintenir leur économie, et soutien aux indépendantistes algériens. Mais il y a toujours le risque d’une intervention dans le conflit de ces deux pays, qui servent de base arrière à la guérilla algérienne. Ce qui entraînerait le départ forcé des derniers Français maintenus sur place. La politique exercée en Algérie doit être compatible avec celle exercée au Maroc et en Tunisie.

## Aron et la question algérienne

### Une indépendance inévitable?
La question de cette indépendance avancée par Aron fut largement contrastée. Il demeurait encore une forte adhésion publique à l'entreprise impériale de la France. Or Le 8 mai 1945 au lendemain de la Seconde Guerre mondiale, la France se lance dans une période de reconstruction structurelle et sociale. Dans cette l'esprit des français, une inquiétude est présente quant à l'avenir de l'Union Française. La possession de colonies par la France est encore normalisée dans l'opinion publique.
En 1945 en considération de son statut loyal pendant la guerre, la colonie algérienne était pour la grande majorité des gens incontestablement dévouée. Malgré tout, 35 % des interrogés pensent que tous les peuples faisant partie de l'Union française finiraient par rompre les liens qui les unissaient à la France. La question de la décolonisation en Algérie était particulièrement avancée par le PCF qui en trouve une lutte qui lui permet de rester crédible auprès de l'opinion française.
Malgré tout cette idée est constamment rejetée par le gouvernement de l'époque. Par exemple Pierre Mendès France déclare fermement en 1954 : Les départements d'Algérie font partie de la République, ils sont français depuis longtemps ; leur population , qui jouit de la citoyenneté française et est représentée au Parlement a donné assez de preuves pour que la France ne mette jamais en cause son unité. En 1955 il maintient encore plus cette ligne de conduite et refuse toujours une quelconque transformation algérienne : « Il est indispensable que l'Algérie demeure le prolongement de la Métropole et constitue le pivot central en Afrique de la République une et indivisible. »
La question de l'indépendance met beaucoup de temps à émerger dans le pays. Même des opposants tenaces à la politique de Guy Mollet qui dénonçaient les fautes graves commises par l'armée comme la torture, n'évoquaient pas cette solution. Pas plus que des journaux habitués à critiquer la politique gouvernementale. Cela dit l'opinion française est à nouveau interrogée par la presse et plusieurs décisions envisagées par l’État firent débat du moins sur les soldats envoyés en Algérie. En revanche sur la question de la paix, 48 % étaient encore réticents à investir des paiements pour la mettre en place. Dans un autre sondage une nouvelle fois les opinions évoluèrent car 56 % étaient plutôt favorables à une future négociation en vue de l'indépendance. Par contre la forte emprise des médias sur le sujet détourne passablement le propos de laisser la négociation se faire sans que cela débouche sur l’indépendance.
En Avril 1956, Aron écrit un texte dans lequel il invite Guy Mollet à accorder aux Algériens « le droit de constituer un état qui deviendrait indépendant ». En effet, il argumentait que le fait que l'Europe avait fini sa domination sur les colonies établies.
L'une des raisons qui empêcha immédiatement l'indépendance fut certainement l'opinion publique influencée par la presse française orientée. Pourtant celle ci évolua énormément durant les années passées. Par exemple, en juillet 1957, 53 % des citoyens étaient favorables à un cessez-le-feu avec le FLN. Sur un autre sondage, 52 % était favorable à laisser une forme d'autogestion à l'Algérie. L’accommodement était devenu la solution la plus envisagée.

### La vision originale d'Aron

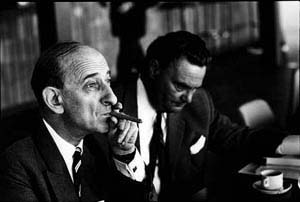
Raymond Aron en 1966.

Aron s'est longtemps intéressé dans ses ouvrages aux questions générales sur les guerres, leurs origines et leurs caractéristiques spécifiques. Dès les années 1940, l'idée de décolonisation commence déjà à émerger dans son esprit et ses écrits . En 1943-44, alors à Londres en soutien au général De Gaulle, il affirme qu'une fois la guerre terminée, la France ne pourrait plus conserver ses colonies et ses protectorats. Il ne pratique pourtant pas de l'anticolonialisme. En tant que libéral convaincu, il affirme que les Algériens sont légitimes en réclamant leur liberté.
En 1951 il publie le livre Les Guerres en chaîne dans lequel il analyse les différentes problèmes stratégiques dans les différents pays du monde. Il s'intéresse ainsi aux différents types de guerres qui ont eu lieu dans le monde depuis des décennies. Il critique particulièrement la guérilla qu'il considère comme une pratique barbare à la différence de Sartre qui la préconise.
Par son comportement, il se démarque largement de ses confrères. Par exemple sa présence est très limitée lors des manifestations anticoloniales. Surtout il n'hésite pas à se poser comme influent auprès de la classe politique tentant de la convaincre des bienfaits de la colonisation. Encore une fois, il ne cherchait pas à dénigrer ces pouvoirs publics mais plutôt de pointer leurs agissements en fonction de l'opinion des Français.
De plus Aron analyse que les raisons puis les conséquences d'une idéologie comme le colonialisme ne s'orientent pas nécessairement dans une seule direction. Il s'agit plutôt pour lui d'un déroulement historique aléatoire qui n'est pas forcément influençable sur l'économie européenne. Ainsi sur la guerre d'Algérie, Aron s’intéresse plus au contexte politique que militaire. Bien conscient de poser des questions épineuses voir tabous, il indique que les Français risquaient de se déchirer les uns avec les autres. .
Cela ne le n’empêche pas d'établir ses premières études sur la situation délicate algérienne. C'est ainsi que dans un article du Figaro en 1955, il pense déjà que l'Algérie pouvait envisager une assimilation. Il n'hésite pas à considérer l'importance pour les Français et les musulmans des facteurs d'inégalité qui règnent entre eux. En 1956 selon lui, la France s'engage dans une manœuvre désespérée pour reconquérir l'Algérie. En effet plusieurs facteurs changent la donne. C'est le cas du niveau de vie qui augmente de manière significative dans la colonie. .
De ce fait Aron pointe particulièrement les problèmes à la fois démographiques mais surtout économiques. En l’occurrence Aron se démarque par rapport à d'autres contemporains sur cet aspect économique. L'économie est mal considérée par les intellectuels de l'époque qui la voient plus comme des relations entre des groupes privés et des particuliers. Ils ne prennent pas en compte le fait qu'il s'agit plus de relations internes entre les états. Le lien particulier qui unit la France à sa colonie algérienne sur ce point n'est pas négligeable. En 1959 Aron explique que la population algérienne en cas d'indépendance ne souffrirait pas outre mesure de l'apport des investissements français à l'Algérie. .
Le problème étant principalement que le droit français ne peut plus s''appliquer de la même manière sur le sol algérien. Face à ces états de fait, Aron préconise donc que l'indépendance doit fatalement s'imposer et qu'il faut rappeler puis payer les Français d'Algérie.
Dès le début de la guerre d'Algérie, la France a tout à perdre inévitablement. Les actions du FLN et certains facteurs de guerre comme les massacres, les tortures de guerre ont grandement discrédité les dirigeants du pays à continuer d'exercer leur souveraineté sur l'Algérie. Aron précise que ce n'est pas une victoire militaire que les membres du FLN obtiennent mais plutôt une victoire symbolique.

## Accueil

### Une majorité de critiques négatives
Cet essai et sa position affirmée sur la décolonisation lui attire les foudres de ses confrères intellectuels. La plupart des penseurs de gauche pensaient en effet qu'il ne fallait pas seulement envisager un compromis satisfaisant mais analyser l'impact des événements en Algérie par le prisme du monde entier. 
Le Centre catholique des intellectuels français organise entre 1955 et 1977 3 débats sur la question algérienne. Aron présente son essai le 2 décembre 1957. Il est accueilli sous les sifflets et les huées de manifestants d’extrême droite qui protestent contre le fait que le Comité autorise à «donner la parole à ce détracteur». Maurice Schumann s'en prend également à lui car il reproche aux officiers français des actes dont ils ne doivent pas être fiers.
Cependant la critique est encore plus forte parmi les autres penseurs.
Ainsi  Étienne Borne l'accuse de défaitisme. Louis Terrenoire le dote d'un « esprit de démission ». Quant à Georges Bidault, il loue un certain fatalisme. La preuve étant faite que l'idée de décolonisation est encore très faible. Certains journaux se firent le porte-drapeau du gouvernement pour le défendre et  reprochèrent à Aron un défaitisme économique et une résignation historique. 
Les seules exceptions de soutien notables sont François Mauriac et surtout celui de son éternel rival Jean-Paul Sartre. Bien que se rejoignant sur l'avis global qui donne accord immédiatement, il ne demeure pas moins quelques points de friction. En effet Sartre se base sur la philosophie du marxisme-léninisme. Sartre avance par exemple que le colonialisme se rapproche dans ses bases du capitalisme. Aron  au contraire défend que la France n'a pas conquis l'Afrique du Nord grâce au capitalisme. Sur le cas de l'Algérie elle s'est faite accidentellement entraînant des décisions obligatoires de protection des frontières via les protectorats du Maroc et de la Tunisie. 

### La réponse de Jacques Soustelle

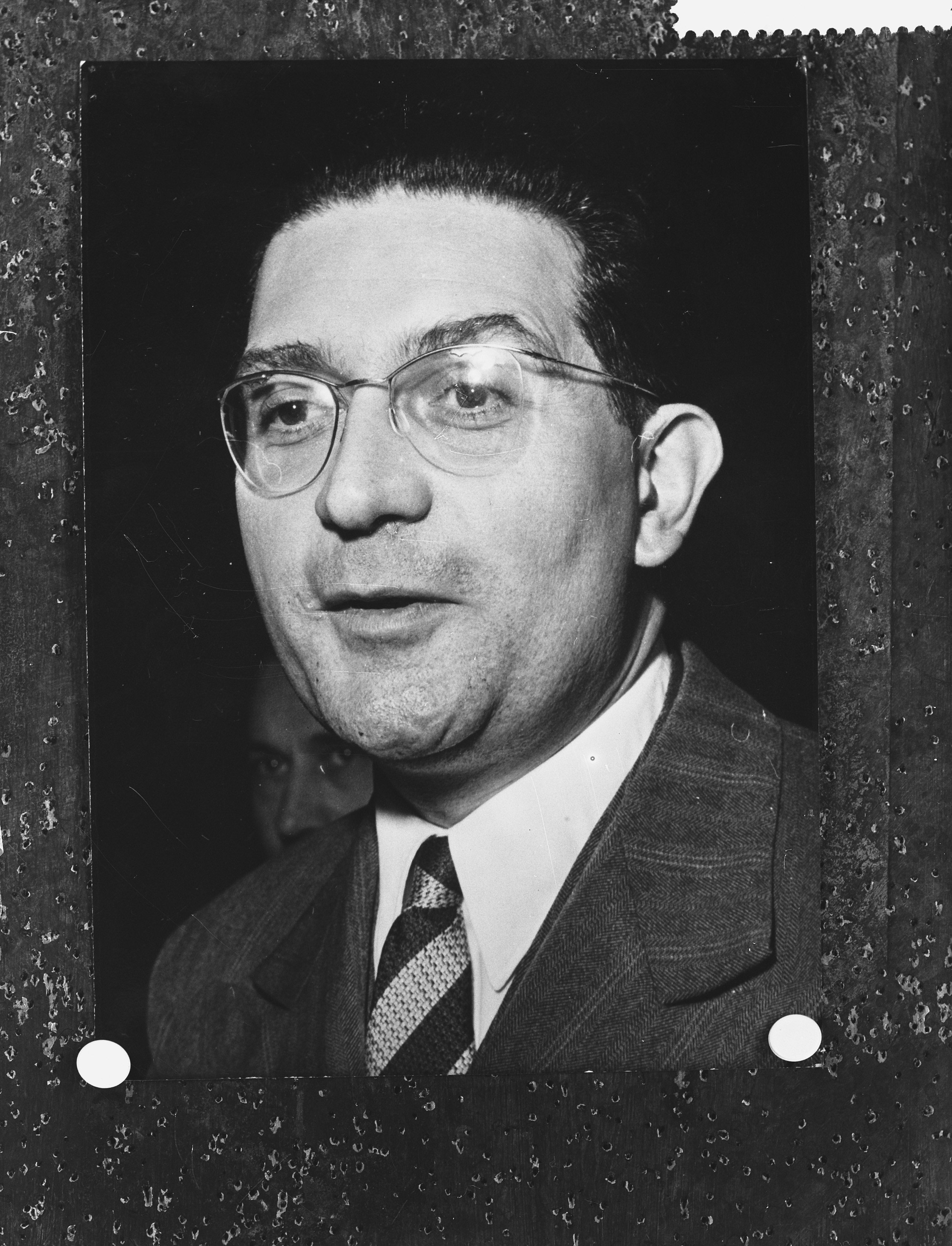
Jacques Soustelle en 1958.

Jacques Soustelle est nommé gouverneur général d'Algérie en 1955. Dans son premier discours public, il déclare : «la France a fait ce choix, ce choix s'appelle l'intégration et elle ne quittera pas plus l'Algérie que la Bretagne ou la Provence». La même année des projets de réforme sous le gouvernement d'Edgar Faure favorisent plus une intégration négociée. Ils n'aboutissent pas à cause d'un faible soutien majoritaire. En 1956, Soustelle crée l'union pour le salut et le renouveau de l’Algérie française dans laquelle Aron lui-même a signé. 
La même année de publication de l'essai de Aron, Soustelle publie sa réponse : Le drame algérien et la décadence française.
A travers sa réponse à Aron, Jacques Soustelle montre aussi une opinion plus conservatrice sur les événements d'Algérie. Pour lui le conflit est avant tout une guerre psychologique.  Soustelle ne critique pas directement les arguments sur l'économie et la démographie avancés par Aron. Ses accusations se dirigent plus contre la forme que sur le fond. Sans donner de raisonnement logique, il se contente d'expliquer que ce déplacement massif de la population algérienne n'était pas envisageable. «Seul peut être, un régime dictatorial à la Staline pourrait l'entreprendre». 
Raymond Aron lui-même note que le développement de Soustelle est vague, ne répondant pas par exemple sur le futur statut politique envisagé pour l'Algérie. 
Soustelle reprend des phrases d'Aron pour critiquer à son tour son raisonnement. Il lui reproche en effet de vouloir culpabiliser la France dans son interventionnisme systématique en Algérie et de ne pas parler assez d'autres incursions de pays étrangers par exemple celles de l'Égypte : «nous n'avons pas forgé de toutes pièces l'accusé de réception d'armes adressé par Chiani Bachir au même Nasser». 
Pourtant Soustelle ne rejette pas en bloc toutes les théories d'Aron. En effet, il a tout même conscience d'agir dans l'intérêt de l'Algérie pour ne pas qu'elle sombre politiquement : «Il n'est pas vrai que la France se batte «sans objectif saisissable» quand l'objectif est le salut de l'Algérie et l'intégrité de la France elle-même.»
Soustelle appuie sur le fait qu'il faut que la France conserve à tout prix la terre algérienne en invoquant la formule des liens indissolubles entre la France et l'Algérie. Selon Aron lui même, Soustelle était plus favorable à un compromis entre l'intégration et l'indépendance 

## Postérité de l’œuvre
La collection « Tribune libre » permet de placer la question algérienne au cœur des débats entre intellectuels. Plon publie en tout cinquante-trois titres jusqu'en 1959. L’éditeur se fait animateur du débat animateur en donnant la parole à des hommes venus de tous horizons politiques, chacun donne son point de vue sur la question brûlante de l’Algérie, où s’offre un droit de réponse sur ce qui a été publié par ses pairs. Des défenseurs de l’Algérie Française aux partisans de la décolonisation, les voix s’élèvent. Guy Mollet, Michel Debré, François Mitterrand, ou encore Edmond Michelet utilisent la tribune offerte par Plon pour s’exprimer. Jacques Soustelle, dès le mois d’août 1957, répond aux propos d’Aron dans le sixième titre de collection : Le Drame algérien et la Décadence française.

Du fait de son format court et son engagement tenace, la publication provoqua un scandale dans tous les milieux en France.
À la suite de la publication de son œuvre, Raymond Aron qui écrit pour le Figaro en tant qu'éditorialiste de 1947 à 1977, se voit interdit d'aborder la question algérienne dans les colonnes du quotidien. De 1956 à 1962 il ne peut publier sa perspective de l'Algérie dans le journal. Le lectorat étant majoritairement pro-Algérie française, le Figaro ne veut pas perdre ses lecteurs et ses abonnés. Ses remarques se poursuivront dans la revue Preuves.
En 1958, Aron publie un second pamphlet sur l'Algérie chez Plon, L'Algérie et la République.
En 1983, Raymond Aron consacre sa version personnelle à son propre pamphlet qu'il aborde dans ses Mémoires. Il explique l'impact personnel qu'il a subi après la publication de la brochure. A l’exception de la réponse virulente de Jacques Soustelle, il ne reçoit d'après lui que peu de lettres malintentionnées à son égard. Au contraire il reçoit l'estime de ses collègues universitaires et également de personnalités politiques. Son amie Jeanne Alexandre compare sa brochure au J'accuse…! d'Émile Zola.
L'auto-critique d'Aron sur son œuvre montre qu'il n'est pas lui-même satisfait de sa forme. Il dit qu'elle a eu une influence limitée qui n'a pas immédiatement changé les raisonnements. En revanche elle a eu le mérite de faire bouger les lignes politiques en montrant quelles retombées économiques et éthiques les gouvernances pouvait engendrer dans l'une des dernières colonies françaises. L'Algérie obtient son indépendance en 1962. La période qui suit voit un désintérêt global concernant l'Algérie qui devient un état auto-régulé et ne suscite plus la curiosité des théologiens, philosophes ou sociologues. Cependant l'impact le plus significatif de son pamphlet ne s'inscrivit que dans le moment présent.

#### Monographies
- Raymond Aron, Mémoires, Paris, Robert Laffont, coll. « Bouquins », 1983.
- François Dosse, La Saga des intellectuels français, vol. 1 : 1944-1968, Paris, Gallimard, coll. « La Suite des temps », 2018, 622 p..
- Marc Ferro, Histoire des décolonisations: Des conquêtes aux indépendances XIII-XXe siècle, Paris, Éditions du Seuil, coll. « Points », 1994, 595 p..

- Claude Liauzu, Histoire de l'anti-colonialisme en France du XVIe siècle à nos jours, Paris, Armand Colin, coll. « Points », 2007, 303 p..

- Guy Pervillé, La guerre d'Algérie (1954-1962), Paris, Presses universitaires de France, coll. « Que sais je ? », 2007.

- Jean-Pierre Rioux (dir.) et Jean-François Sirinelli (dir.), La Guerre d'Algérie et les intellectuels français, Bruxelles, Complexe, coll. « Question au XXe siècle », 1991, 405 p..
- Patricia Sorel, Plon: le sens de l'histoire (1833-1962), Rennes, Presses universitaires de Rennes, coll. « Histoire », 2016, 328 p..
- Jacques Soustelle, Le Drame algérien et la décadence française, réponse à Raymond Aron, Paris, Plon, coll. « Tribune libre », 1957, 71 p..

#### Articles
- Charles-Robert Ageron, « L'opinion française devant la guerre d'Algérie », Outre-Mers, Revue d'histoire, no 231,‎ 1976, p. 256-285 (lire en ligne).

- Raymond Aron, « Les conséquences économiques de l'évolution politique », Revue française de science politique, no 4,‎ 1959, p. 610-628 (lire en ligne).

- Lucia Bonfreschi, « Le libéralisme face au processus de décolonisation. Le cas de Raymond Aron », Outre-mers : Revue d'histoire, no 94, n°354-355 « L'URSS et le sud »,‎ 2007, p. 271-284 (lire en ligne).
- Moreau Defarges, « Raymond Aron : Le Spectateur engagé », Politique étrangère, no 4,‎ 1981, p. 957-958 (lire en ligne).